# Kabinett Filbinger II
Das Kabinett Filbinger II wurde nach der Landtagswahl in Baden-Württemberg 1968 gewählt.
Es regierte Baden-Württemberg in der 5. Wahlperiode des Landtags Baden-Württemberg.
Es wurde von einer großen Koalition gestützt.
Von 1972 bis 1992 brauchte die CDU Baden-Württemberg zum Regieren keinen Koalitionspartner (Kabinette Filbinger III bis IV, Kabinette Späth I bis IV und Kabinett Teufel I); seit 1996 waren bzw. sind alle Landesregierungen Koalitionsregierungen.
| Amt                                                               | Name               | Partei | Partei    |
| ----------------------------------------------------------------- | ------------------ | ------ | --------- |
| Ministerpräsident                                                 | Hans Filbinger     |        | CDU       |
| Stellvertretender Ministerpräsident                               | Walter Krause      |        | SPD       |
| Innenminister                                                     | Walter Krause      |        | SPD       |
| Kultus                                                            | Wilhelm Hahn       |        | CDU       |
| Justiz                                                            | Rudolf Schieler    |        | SPD       |
| Finanzen                                                          | Robert Gleichauf   |        | CDU       |
| Wirtschaft                                                        | Hans-Otto Schwarz  |        | SPD       |
| Ernährung, Landwirtschaft, Weinbau und Forsten                    | Friedrich Brünner  |        | CDU       |
| Arbeit                                                            | Walter Hirrlinger  |        | SPD       |
| Bundesangelegenheiten                                             | Adalbert Seifriz   |        | CDU       |
| Staatssekretär für Vertriebene, Flüchtlinge und Kriegsgeschädigte | Josef Schwarz      |        | CDU       |
| Staatssekretär im Kultusministerium                               | Wolfgang Meckelein |        | parteilos |